# Revbensspindel
Revbensspindel (Singa hamata) är en spindelart som först beskrevs av Carl Alexander Clerck 1757.  Revbensspindel ingår i släktet Singa och familjen hjulspindlar. Arten är reproducerande i Sverige. Utöver nominatformen finns också underarten S. h. melanocephala.